# Benjaminiella poitrasii
Benjaminiella poitrasii är en svampart som först beskrevs av R.K. Benj., och fick sitt nu gällande namn av Arx 1981. Benjaminiella poitrasii ingår i släktet Benjaminiella och familjen Mucoraceae.   Inga underarter finns listade i Catalogue of Life.